# Pasing
 (mars 2012).
Si vous disposez d'ouvrages ou d'articles de référence ou si vous connaissez des sites web de qualité traitant du thème abordé ici, merci de compléter l'article en donnant les références utiles à sa vérifiabilité et en les liant à la section « Notes et références ».

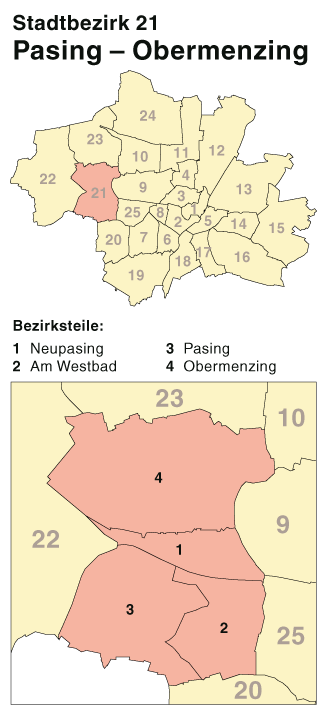
Plan du quartier.

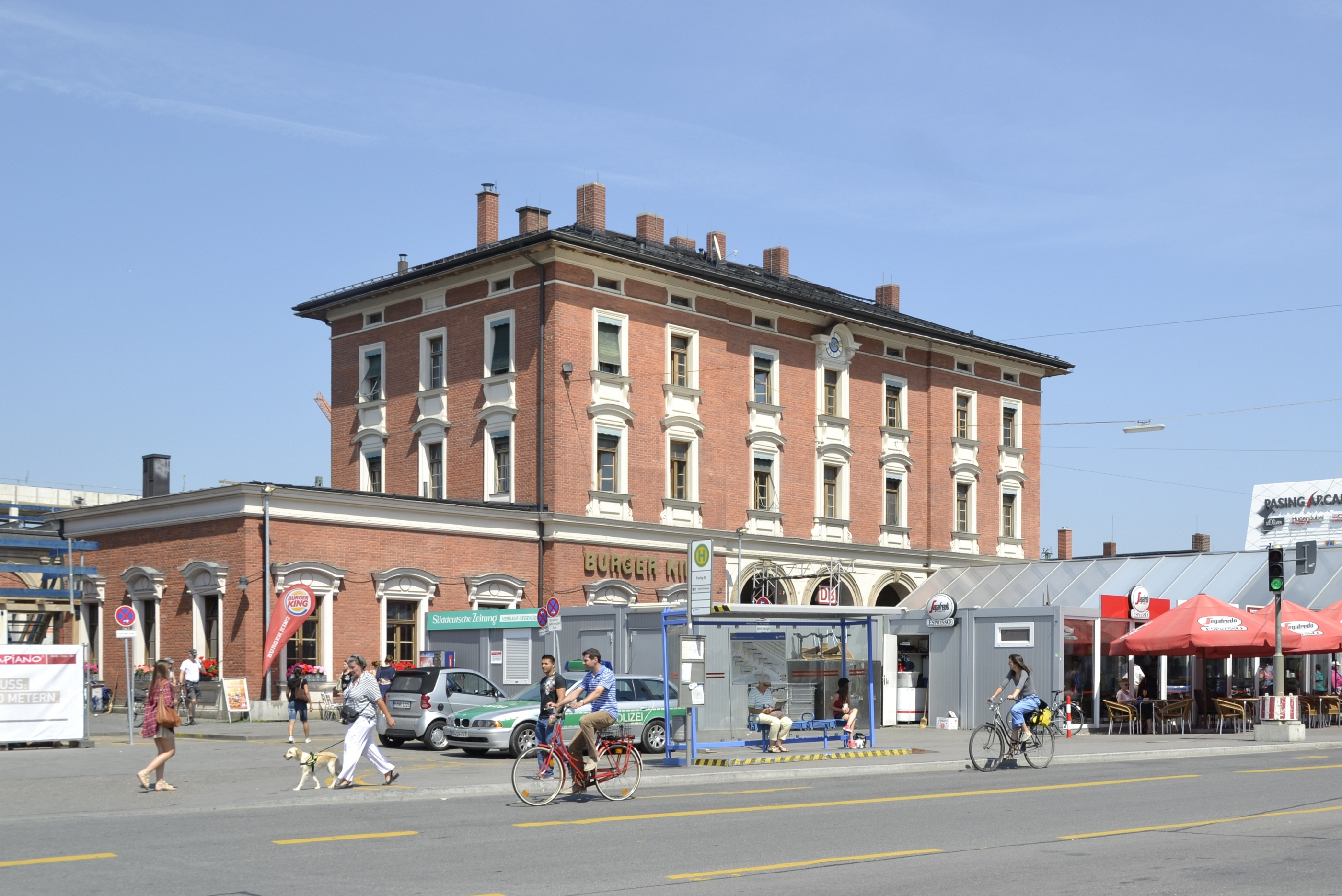
Gare de Pasing

Pasing est un quartier de la ville de Munich, en Allemagne, et fait partie du secteur de Pasing-Obermenzing.
Pasing se trouve à l'ouest du centre-ville de Munich. Le quartier est plutôt résidentiel avec une grande concentration de magasins, hôtels et restaurants aux alentours du Pasinger Marienplatz (Pasing Place de la Sainte-Marie), la place centrale du quartier. La gare de Pasing est desservie par les lignes 3, 4, 6, 8 et 20 de la S-Bahn ainsi que des trains grandes lignes nationaux et internationaux. Le tramway ligne 19 et plusieurs lignes de bus y ont leur terminus.
Le Pasinger Stadtpark (Parc urbain de Pasing) est le parc principal du quartier. Il se trouve au sud du Pasing Marienplatz, à côté de la rivière Würm. Pas loin du parc se trouve la filière de Sciences Economiques de l'Université de sciences appliquées de Munich.

## Source
- (en) Cet article est partiellement ou en totalité issu de l’article de Wikipédia en anglais intitulé « Pasing » (voir la liste des auteurs).